# Alain Rochat (écrivain)
Pour les articles homonymes, voir Alain Rochat et Rochat.
Alain Rochat, né à Lausanne le 24 août 1961, est un écrivain, éditeur et poète vaudois,,.

## Biographie
Alain Rochat suit des études de philosophie, de littérature française et d'histoire de l'art à l'Université de Lausanne, il y obtient une licence-ès-lettres.
Il est délégué du Comité international de la Croix-Rouge en Afrique pendant deux ans. À son retour, il se consacre à la recherche et à l'enseignement ; il est aujourd'hui enseignant dans un gymnase lausannois .
Depuis 1984, il dirige les éditions Empreintes, avec François Rossel,,.
De 1997 à 2010, il collabore à l'édition des œuvres de l'écrivain Charles Ferdinand Ramuz.

## Œuvres
L'œuvre d'Alain Rochat est essentiellement poétique.
- Mon visage nébuleuse, poèmes, Empreintes, 1984
- C’est un peu d’eau qui nous sépare, récit et livret d’opéra, musique de Jean-Luc Darbellay, Empreintes, 1987
- Fuir pour être celui qui ne fuit pas, poèmes, prix de poésie C.F. Ramuz 1992, Empreintes 1993, réédité aux Éditions de l'Aire, 1998
- Désert entre ces murs, Empreintes, 1993
- Litanies des villes meurtries, Éditions Perdtemps, 1998
- Orients, poèmes, Empreintes, 2000
- Poèmes publiés dans les revues Écriture, La Revue de Belles-Lettres, Conférence.
- Poèmes traduits en tchèque, portugais, espagnol, anglais et allemand.

## Distinctions
En 1988, Alain Rochat reçoit le prix Folloppe décerné par l'université de Lausanne.
En 1992, il est lauréat du prix de poésie C.F. Ramuz décerné par la fondation Charles-Ferdinand Ramuz pour son œuvre Fuir pour être celui qui ne fuit pas.
Reçoit en 2023 le Grand Prix de Poésie Pierrette Micheloud pour l'ensemble de son oeuvre.

## Pour approfondir